# Захід Сонця

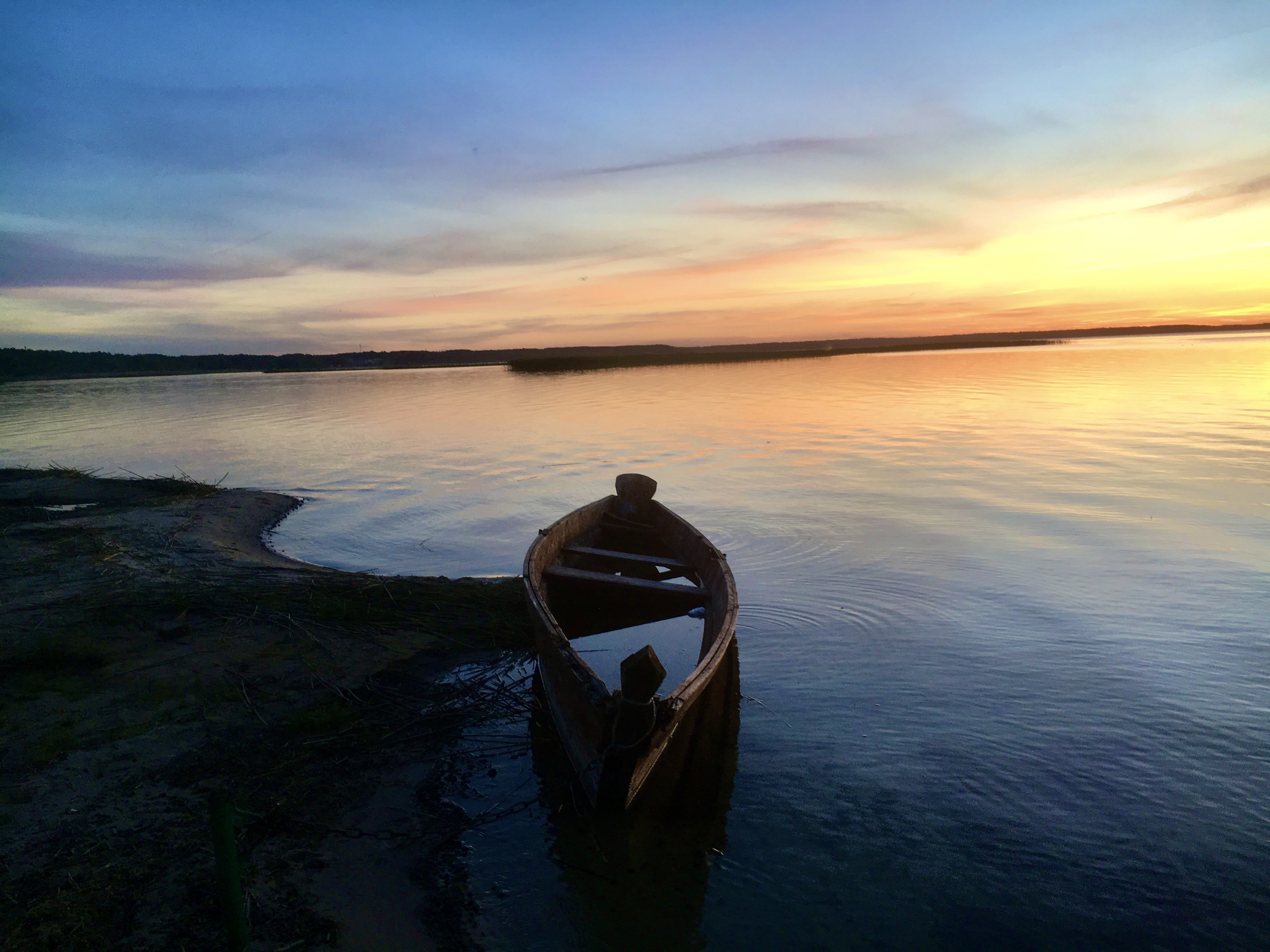
Захід сонця на озері Світязь

Захід сонця або захід Сонця — це астрономічне явище, яке спостерігається через зникнення світила за горизонтом планети. Протилежне явище, а саме поява світила над горизонтом називається сходом.

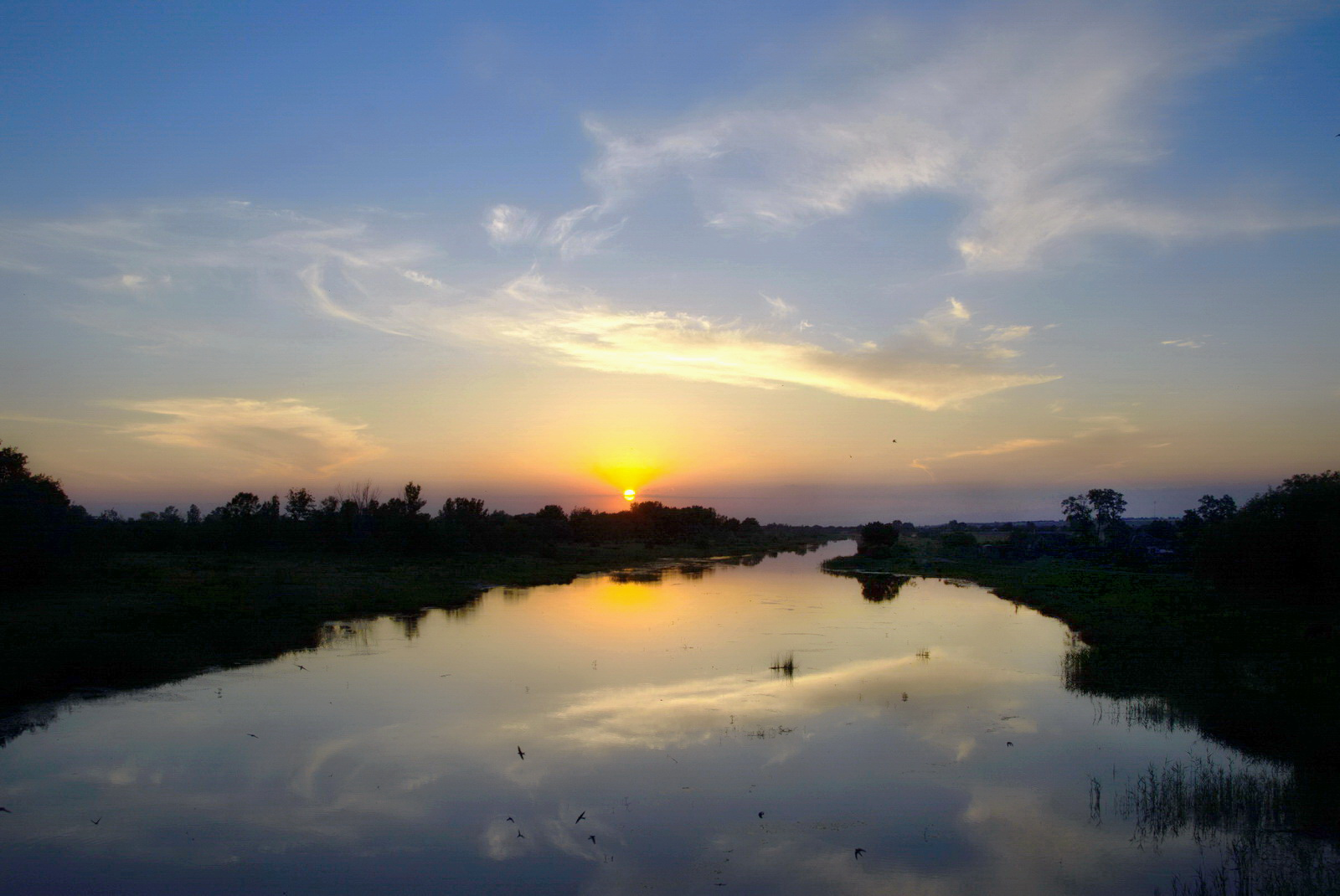
Захід

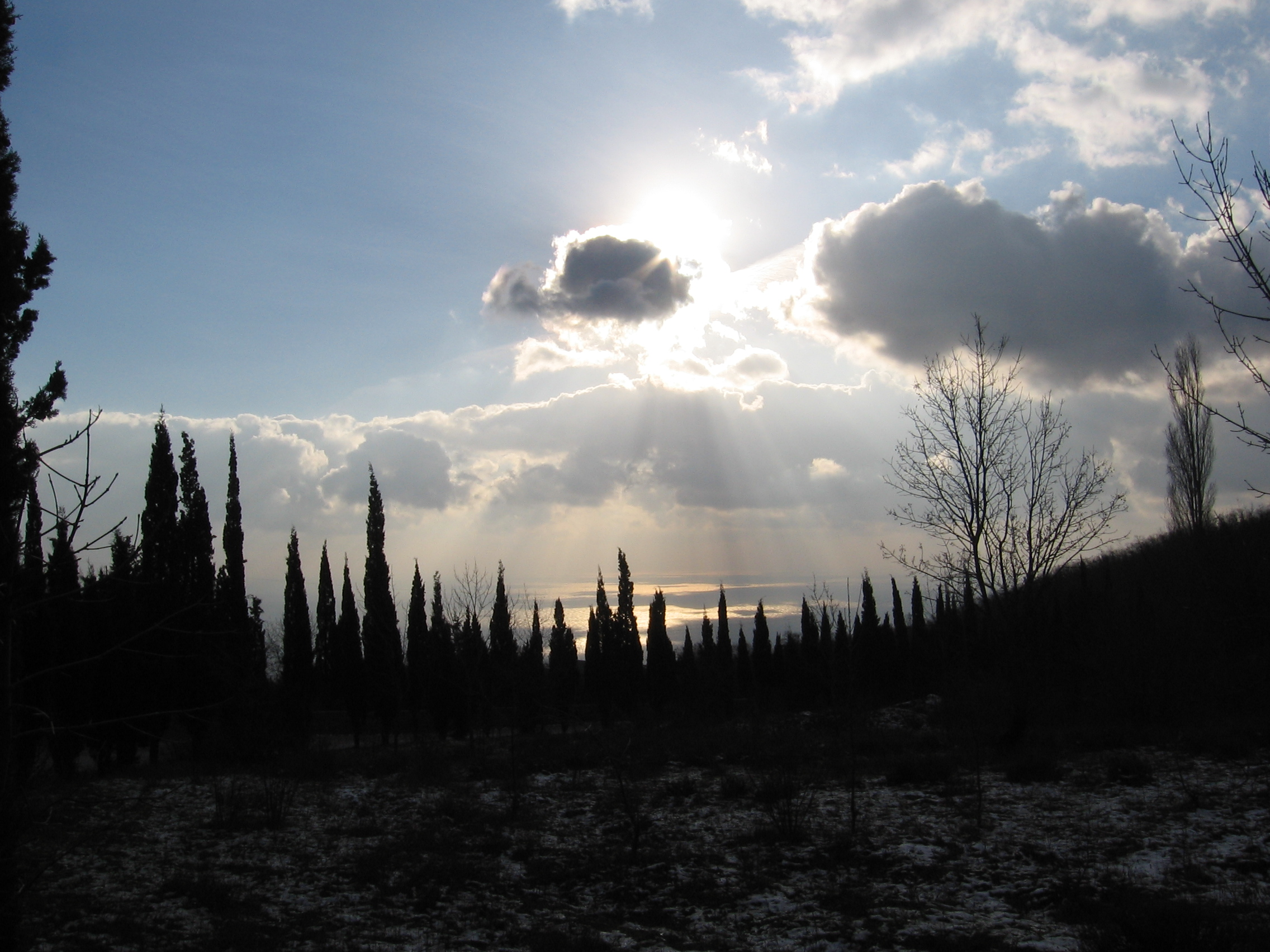
Захід сонця в Кримських горах

Захід Сонця відбувається на ввечері. Тривалість заходу залежить від кута, під яким Сонце заходить за горизонт, який залежить від місцерозташування та періоду року. На початок та тривалість заходу істотно впливає атмосферна рефракція. Початок заходу Сонця є момент появи на лінії горизонту нижньої точки сонячного диска. Захід Сонця визначається в астрономії, коли верхня його кінцівка зникає нижче горизонту.
Кольори неба під час заходу Сонця залежать від  релеївського розсіювання та розсіювання Мі.

## Опис
Захід Сонця або захід небесного світила — це явище, що супроводжується зникненням Сонця або іншого небесного світила за горизонтом певної території або місця.
З давнини схід та захід світила розрізняли на геліактичний, космічний та акронічний:
- схід або захід зірки, що відбувається під час ранкових (або вечірніх) сутінок, називався геліактичним;
- схід (або захід) зірки, що збігається зі сходом (або заходом) Сонця, називався космічним;
- схід (або захід) зірки, що збігається з заходом (або сходом) Сонця, називався акронічним.[1]

Захід пов'язано із сутінками та має три етапи. Перший - це цивільні сутінки, які починаються, коли Сонце зникло до 6 градусів нижче горизонту.  Друга фаза - морські або навігаційні сутінки, між 6 і 12 градусами нижче горизонту. Третя фаза - астрономічні сутінки, які є періодом, коли Сонце знаходиться між 12 і 18 градусами нижче горизонту. В самому кінці астрономічних сутінків спостерігається початок  ночі.
Час заходу змінюється протягом року і залежить від географічної широти, географічної довготи і висоти над рівнем моря точки спостереження. В Північній півкулі на північ від північного тропіка місцем заходу з дня весняного рівнодення до дня осіннього рівнодення (тобто з березня по вересень) є північно-західний квадрант, а в іншу частину року — південно-західний квадрант. В Південній півкулі південніше південного тропіка місцем заходу з дня весняного рівнодення до дня осіннього рівнодення (тобто з вересня по березень) є південно-західний квадрант, а в іншу частину року — північно-західний квадрант. У день рівнодення захід відбувається майже точно на заході для спостерігачів у всіх точках поверхні Землі, відмінних від полюсів.
Тривалість заходу залежить від кута, під яким Сонце торкається обрію. При куті руху Сонця до горизонту 90° тривалість заходу становитиме близько 2 хв. 6 сек — 2 хв. 10 сек залежно від пори року (з врахуванням рефракції сонячних променів — дещо більше). В крайніх північних та крайніх південних широтах, коли Сонце торкається небосхилу під гострим кутом, тривалість заходу може сягати годин.

## Кольори
Захід Сонця часто барвистіший за його схід, з яскравішими червоними і помаранчевими відтінками. Це пов'язано з тим, що упродовж дня Сонце нагріває поверхню Землі, зменшується відносна вологість і підвищується швидкість вітру, що призводить до того, що пил піднімається в повітря. Проте відмінності між сходом і заходом Сонця можуть у деяких випадках залежати від географічного положення спостерігача.

## Визначення сходу небесних світил
Для місця земної поверхні, північна або південна широта якого дорівнює φ, захід можна бачити тільки тих світил, північне або південне схилення яких менше ніж 90°-φ. Так, наприклад, для Києва, широта якого близько 50°, сходять та заходять лише ті світила, схилення яких менш ніж 40°, тобто:
- світила, північне схилення яких більше ніж 40°, завжди знаходяться над видноколом Києва,
- світила, південне схилення яких більше ніж 40°, залишаються завжди під його горизонтом.[8][9]

Рівняння заходу Сонця використовується для визначення часу заходу для будь-якого сонячного схилення та широти з погляду місцевого сонячного часу (дійсний захід Сонця).
Формула:
{\displaystyle \cos \omega _{\circ }=-\tan \phi \times \tan \delta }
де:
{\displaystyle \omega _{\circ }} — сонячний годинний кут під час заходу ( береться від’ємне значення);
{\displaystyle \phi }  — широта, на якій знаходиться спостерігач на Землі;
{\displaystyle \delta } — це схилення сонця.
Врахування атмосферної рефракції та вимірювання початку заходу від верхівки сонячного диска дещо збільшує середню тривалість дня відносно ночі, однак рівняння сходу сонця, яке використовується для визначення часу сходу та заходу сонця, використовує для розрахунку фізичний центр Сонця, нехтуючи атмосферною рефракцією та ненульовим кутом, що утворюється сонячним диском.

## Фото

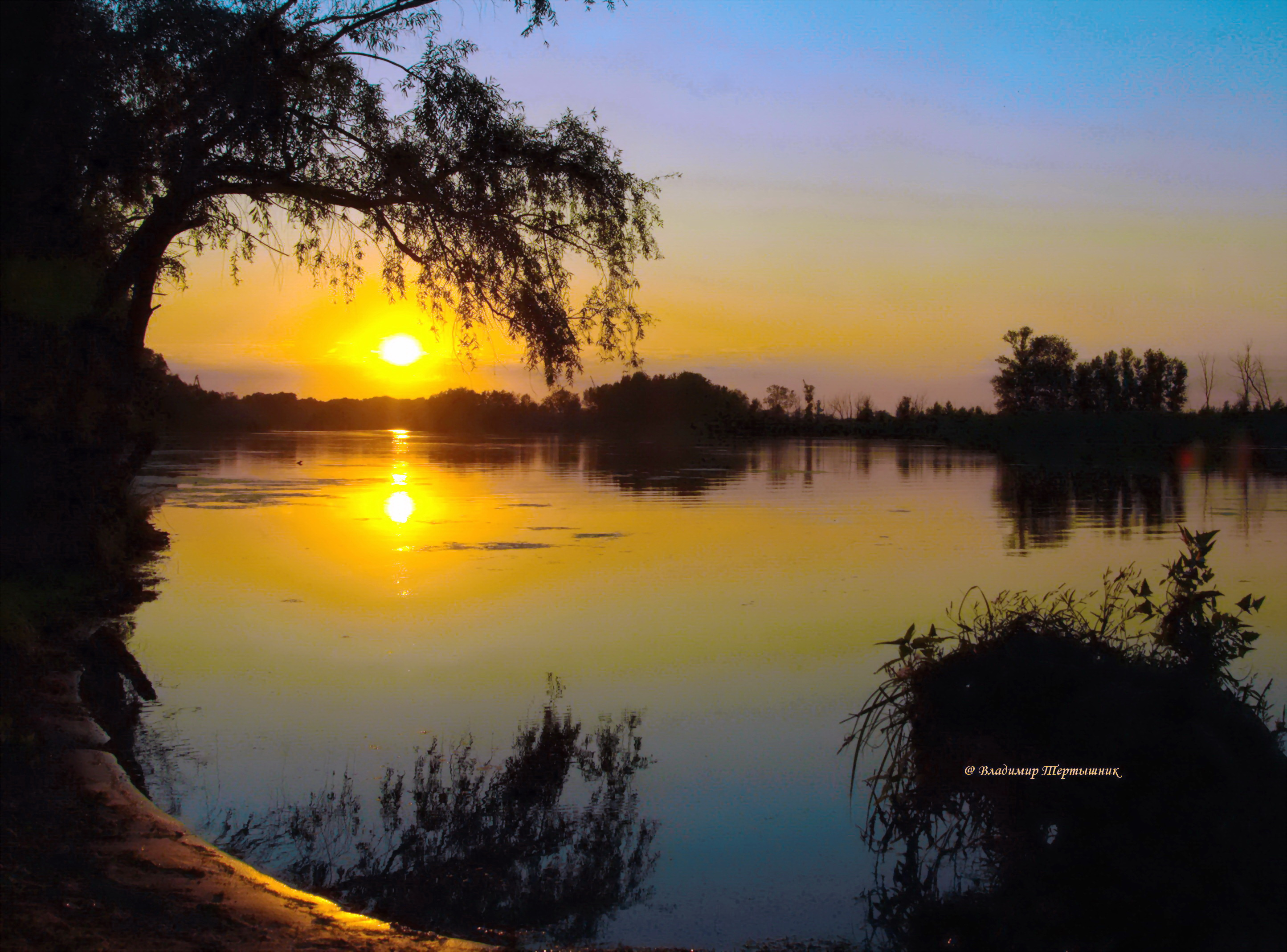
Літній вечір на Самарі.
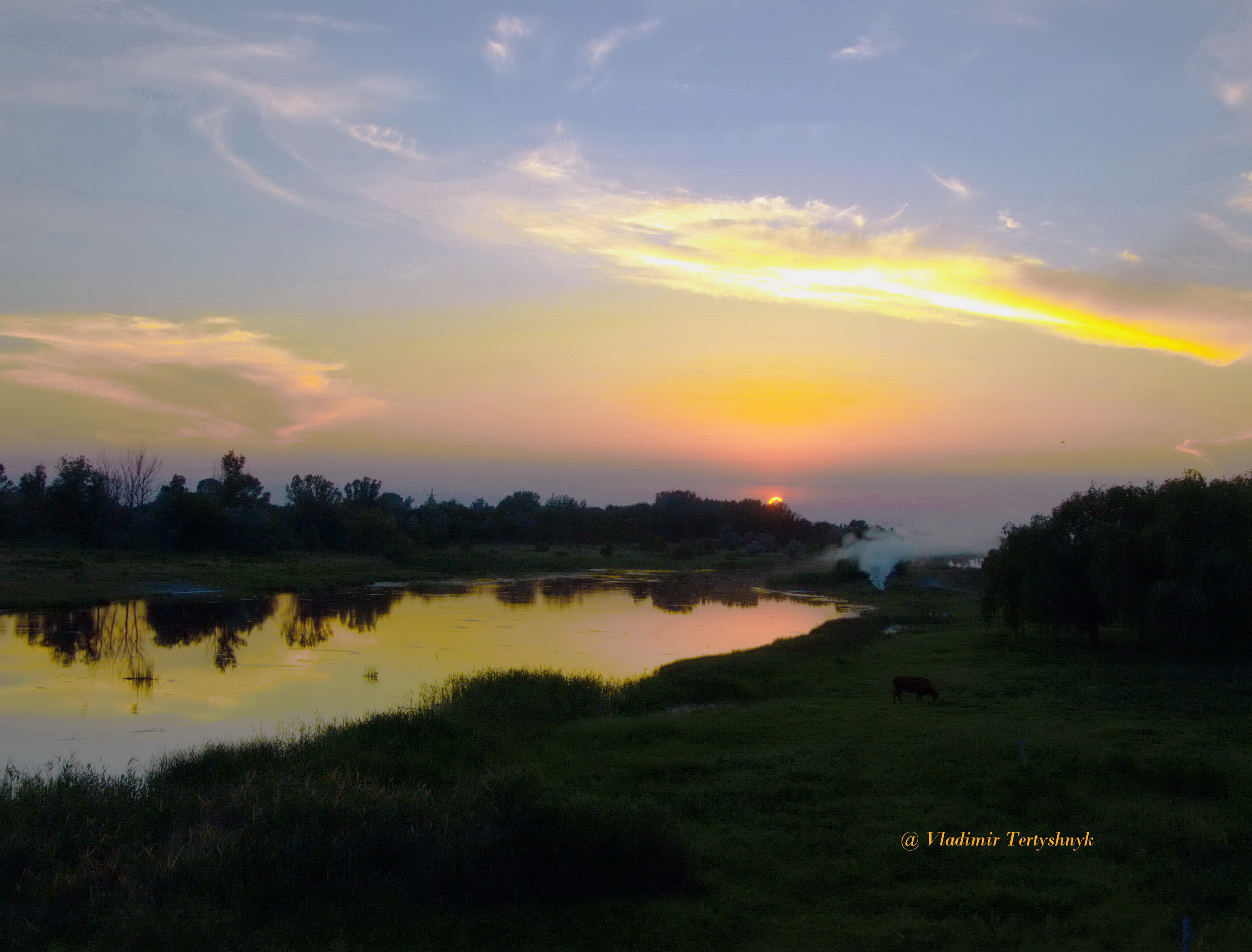
Вечір на річці Оріль
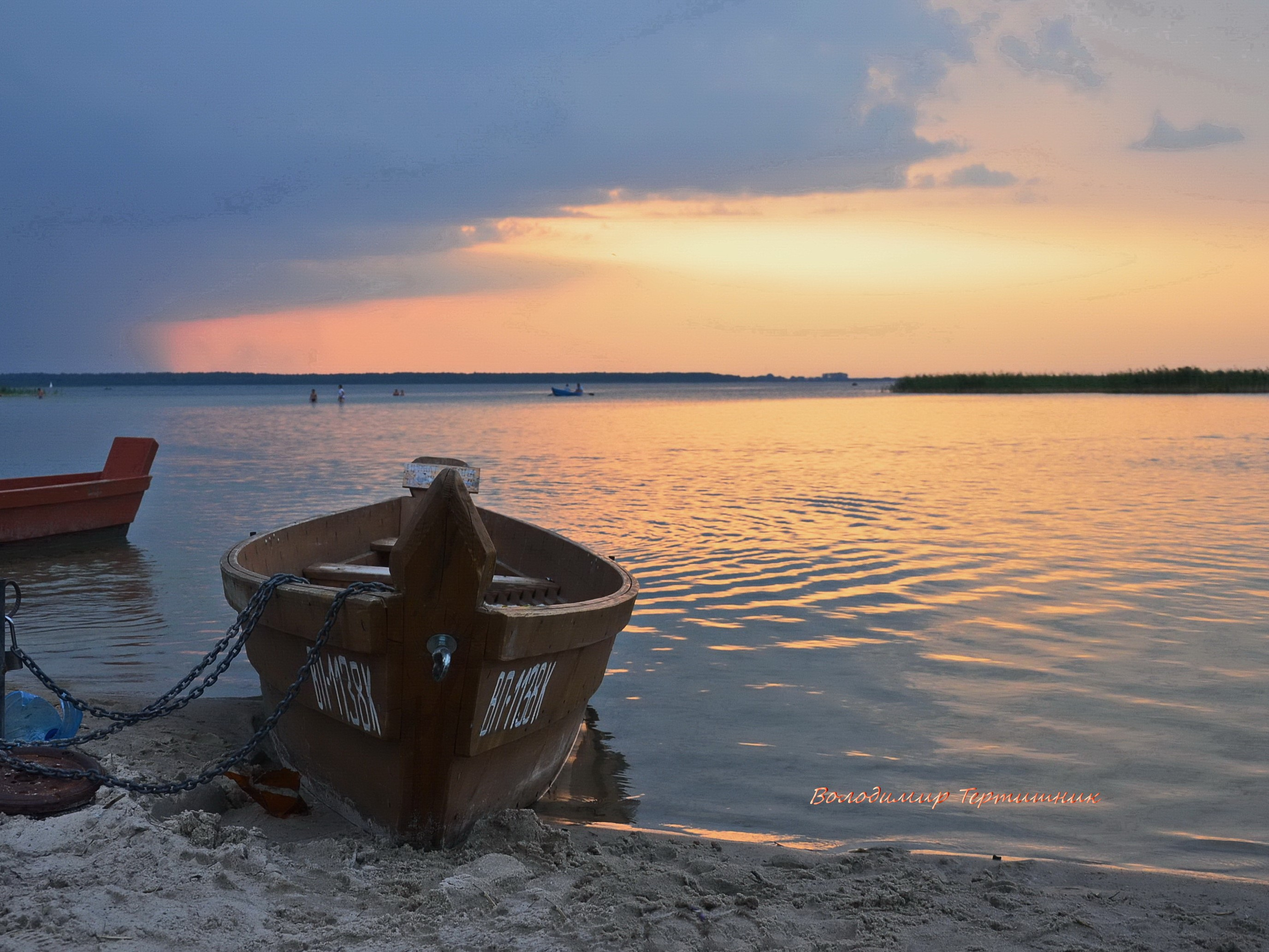
Тихий вечір на озері Світязь